# 多可郡

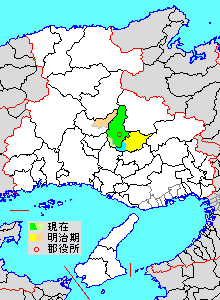
兵庫県多可郡の位置（緑：多可町 薄緑・水色：後に他郡から編入した区域 薄黄：後に他郡に編入された区域）

- 令制国一覧 > 山陽道 > 播磨国 > 多可郡
- 日本 > 近畿地方 > 兵庫県 > 多可郡

多可郡（たかぐん）は、兵庫県（播磨国）の郡。
人口17,414人、面積185.19km²、人口密度94人/km²。（2025年5月1日、推計人口）
以下の1町を含む。
- 多可町（たかちょう）

## 郡域
1879年（明治12年）に行政区画として発足した当時の郡域は、下記の区域にあたる。
- 西脇市の大部分（明楽寺町・水尾町・岡崎町・落方町・上王子町・合山町・八坂町・出会町を除く）
- 多可町の大部分（八千代区大和を除く）
- 神崎郡神河町の一部（岩屋・越知・大畑・作畑・新田・杉・大山・猪篠） - 市川水系。

## 歴史
風土記には託賀郡とある。

### 近世以降の沿革
- 「旧高旧領取調帳」に記載されている明治初年時点での支配は以下の通り。●は村内に寺社領が、○は寺社除地[1]が存在。幕府領は谷町代官所・生野代官所が管轄。（4町120村）

| 知行         | 知行                 | 村数     | 村名 |
| ------------ | -------------------- | -------- | --- |
| 幕府領       | 幕府領               | 3町 64村 | 岩座神村、多棚釜村、○多田村、豊部村、奥豊部村、杉原村、○門村、○三谷村、○市原村、○西山村、○轟村、○山寄上村、○鳥羽村、○清水村、○山口村、○丹治村、大袋村、箸荷村、中島新村、観音寺村、田野口村、○熊野部村、奥荒田村、○的場村、寺内村（現・多可町）、○西脇村（現・多可町）、○山野部村、大屋村、坂本村（現・多可町八千代区坂本）、○中村、○横屋村、下村、門田村、赤坂村、下三原村、俵田村、●糀屋村、安坂村、○茂利村、○奥中村、○徳畑村、○高岸村、中村町、上野村、富田村、羽山村、○岸上村、天田村、森本村、東山村、○安楽田町、○門前村、○間子村、○鍛冶屋村、牧野新町、●西安田村、大伏村、○小苗村、塚口新田村、大山中村、大山下村、猪篠村、岩屋村、越知村、大畑村、作畑村、福田新田村 |
| 幕府領       | 一橋徳川家領         | 1町 22村 | 下曽我井村、平野新田村、板波村、●○高松山村、和布新田村、○郷之瀬村、○東安田村、大垣内村、●島村、津万町、上戸田村、堀村、高島村、下比延村、石原村、○前坂村、比延村、別所村、岩鼻新田村、上比延村、○岡村、中畑村、○奥畑村 |
| 幕府領       | 幕府領・一橋徳川家領 | 1村      | ○田高村 |
| 藩領         | 下総古河藩           | 8村      | 仕出原村、○市原村、○大木村、○上野中村、○前島村、西田井村、上村、○用村 |
| 藩領         | 摂津尼崎藩           | 8村      | ○下野間村、小坂村、大野村、○平野村、●中安田村、○西島村、津万井村、大門村 |
| 藩領         | 播磨三草藩           | 7村      | ○坂本村（現・多可町中区坂本）、○谷村、○和田村、船町村、○黒田村、○福地村、○門柳村 |
| 藩領         | 武蔵忍藩             | 6村      | ●○西仙寺、○高田井村、西脇村（現・西脇市）、寺内村（現・西脇市）、○蒲江村、下戸田村 |
| 藩領         | 三草藩・尼崎藩       | 1村      | ○中野間村 |
| 藩領         | 三草藩・忍藩         | 1村      | ●○西林寺 |
| 幕府領・藩領 | 一橋徳川家領・三草藩 | 2村      | 野村、○喜多村 |

- 慶応4年
  - 2月2日（1868年2月24日） - 京都守護職役知・幕府領の一部（下記8村を除く）が兵庫裁判所の管轄となる。
  - 4月19日（1868年5月11日） - 幕府領の残部（大山中村・大山下村・猪篠村・岩屋村・越知村・大畑村・作畑村・福田新田村）が府中裁判所の管轄となる。
  - 5月23日（1868年7月12日） - 兵庫裁判所の管轄地域が兵庫県の管轄となる。
  - 7月29日（1868年9月15日） - 府中裁判所の管轄地域が久美浜県の管轄となる。
- 明治2年8月10日（1869年9月15日） - 久美浜県の管轄地域が生野県の管轄となる。
- 明治3年（1870年）
  - 11月 - 生野県の管轄地域が兵庫県の管轄となる。
  - 田安徳川家領・一橋徳川家領が兵庫県の管轄となる。
- 明治4年
  - 7月14日（1871年8月29日） - 廃藩置県により、藩領が古河県、尼崎県、三草県、忍県の管轄となる。
  - 11月2日（1871年12月13日） - 第1次府県統合により、全域が姫路県の管轄となる。
  - 11月9日（1871年12月20日） - 飾磨県の管轄となる。
- 明治5年（1872年）（4町117村）
  - 岩屋村・越知村が合併して越岩村となる。
  - 大畑村・作畑村・福田新田村が合併して福畑村となる。
- 明治8年（1875年）（4町113村）
  - 岩座神村・多棚釜村・多田村が合併して多神村となる。
  - 上村・用村・平野村が合併して富吉村となる。
  - 西仙寺が西田井村に合併。
- 明治9年（1876年）（4町102村）
  - 8月21日 - 第2次府県統合により兵庫県の管轄となる。
  - 下三原村・下三原村・仕出原村・下野間村・中野間村が合併して貴船村となる。
  - 坂本村（現・多可町天船）・中村・横屋村・下村が合併して天船村となる。
  - 門田村・赤坂村・俵田村が合併して豊谷村となる。
  - 大山中村・大山下村が合併して大山村となる。
  - 別所村が比延村に合併。
- 明治10年（1877年）（4町101村）
  - 岩鼻新田村が上比延村に合併。
  - 塚口新田村が塚口村に、西林寺が坂本村（現・西脇市）にそれぞれ改称。
- 明治11年（1878年） - 奥荒田村・的場村・寺内村（現・多可町）・西脇村（現・多可町）・山野部村が合併して福原村となる。（4町97村）
- 明治12年（1879年）1月8日 - 郡区町村編制法の兵庫県での施行により、行政区画としての多可郡が発足。郡役所が中村町に設置。
- 明治13年（1880年）（4町86村）
  - 奥豊部村・杉原村が合併して杉部村となる。
  - 門村・三谷村・市原村が合併して門三原村となる。
  - 西山村・轟村・山口村・丹治村が合併して大河村となる。
  - 山寄上村・鳥羽村・清水村が合併して清島村となる。
  - 大袋村・箸荷村・中島新村・観音寺村が合併して大箸村となる。
- 明治15年（1882年） - 大山村・猪篠村の所属郡が神東郡に変更。（4町84村）

### 町村制以降の沿革

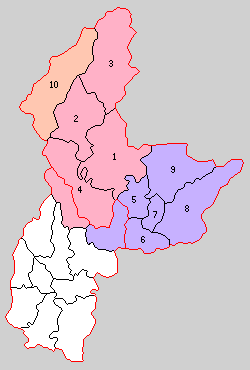
1.中村 2.松井庄村 3.杉原谷村 4.野間谷村 5.日野村 6.重春村 7.津万村 8.比延庄村 9.黒田庄村 10.越知谷村（紫：西脇市 赤：多可町 橙：神崎郡神河町）

- 明治22年（1889年）4月1日 - 町村制の施行により、以下の町村が発足。郡役所の所在地が中村となる。（10村）
  - 中村 ← 中村町、茂利村、奥中村、徳畑村、森本村、坂本村、安坂村、下曽我井村、西安田村、中安田村、東安田村、糀屋村、間子村、岸上村、鍛冶屋村、田野口村、牧野新町、天田村、東山村、高岸村、安楽田町、門前村（現・多可町）
  - 松井庄村 ← 福原村、熊野部村、豊部村、多神村（現・多可町）
  - 杉原谷村 ← 大河村、大箸村、門三原村、杉部村、清島村（現・多可町）
  - 野間谷村 ← 貴船村、天船村、豊谷村、大屋村（現・多可町）
  - 日野村 ← 西田井村、富田村、郷之瀬村、小坂村、大木村、前島村、市原村、羽山村、富吉村、上野中村（現・西脇市）
  - 重春村 ← 野村、板波村、平野新田村、谷村、高田井村、和田村、高松山村、和布新田村（現・西脇市）
  - 津万村 ← 津万町、大垣内村、蒲江村、寺内村、島村、大野村、坂本村、上戸田村、下戸田村、上野村、西脇村、西島村（現・西脇市）
  - 比延庄村 ← 比延村、上比延村、下比延村、堀村、塚口村、中畑村、奥畑村、高島村（現・西脇市）
  - 黒田庄村 ← 喜多村、大門村、津万井村、岡村、福地村、大伏村、門柳村、前坂村、黒田村、小苗村、船町村、田高村、石原村（現・西脇市）
  - 越知谷村 ← 越岩村、福畑村（現・神崎郡神河町）
- 明治29年（1896年）
  - 4月1日 - 郡制の施行のため、越知谷村の所属郡が神崎郡に変更。（9村）
  - 7月1日 - 郡制を施行。
- 大正6年（1917年）11月1日 - 津万村が町制施行・改称して西脇町となる。（1町8村）
- 大正12年（1923年）4月1日 - 郡会が廃止。郡役所は存続。
- 大正13年（1924年）4月1日 - 中村が町制施行して中町となる。（2町7村）
- 大正15年（1926年）7月1日 - 郡役所が廃止。以降は地域区分名称となる。
- 昭和27年（1952年）4月1日 - 西脇町・日野村・重春村・比延庄村が合併して西脇市が発足し、郡より離脱。（1町4村）
- 昭和29年（1954年）3月25日 - 野間谷村が加西郡大和村と合併して八千代村が発足。
- 昭和30年（1955年）1月1日 - 松井庄村・杉原谷村が合併して加美村が発足。（1町3村）
- 昭和35年（1960年）1月1日（4町）
  - 加美村が町制施行して加美町となる。
  - 八千代村が町制施行して八千代町となる。
  - 黒田庄村が町制施行して黒田庄町となる。
- 平成17年（2005年）
  - 10月1日 - 黒田庄町が西脇市と合併し、改めて西脇市が発足、郡より離脱。（3町）
  - 11月1日 - 中町・加美町・八千代町が合併して多可町が発足。（1町）

### 変遷表
| 明治22年以前         | 明治22年4月1日      | 明治22年 - 昭和19年            | 昭和20年 - 昭和29年      | 昭和30年 - 昭和63年                | 昭和30年 - 昭和63年                | 平成1年 - 現在                     | 現在   |
| -------------------- | ------------------- | ------------------------------ | ------------------------ | ---------------------------------- | ---------------------------------- | ---------------------------------- | ------ |
|                      | 津万村              | 大正6年11月1日 町制改称 西脇町 | 昭和27年4月1日 西脇市    | 西脇市                             | 西脇市                             | 平成17年10月1日 西脇市             | 西脇市 |
|                      | 日野村              | 日野村                         | 昭和27年4月1日 西脇市    | 西脇市                             | 西脇市                             | 平成17年10月1日 西脇市             | 西脇市 |
|                      | 重春村              | 重春村                         | 昭和27年4月1日 西脇市    | 西脇市                             | 西脇市                             | 平成17年10月1日 西脇市             | 西脇市 |
|                      | 比延庄村            | 比延庄村                       | 昭和27年4月1日 西脇市    | 西脇市                             | 西脇市                             | 平成17年10月1日 西脇市             | 西脇市 |
|                      | 黒田庄村            | 黒田庄村                       | 黒田庄村                 | 昭和35年1月1日 町制                | 昭和35年1月1日 町制                | 平成17年10月1日 西脇市             | 西脇市 |
|                      | 中村                | 大正13年4月1日 町制            | 中町                     | 中町                               | 中町                               | 平成17年11月1日 多可町             | 多可町 |
|                      | 松井庄村            | 松井庄村                       | 松井庄村                 | 昭和30年1月1日 加美村              | 昭和35年1月1日 町制                | 平成17年11月1日 多可町             | 多可町 |
|                      | 杉原谷村            | 杉原谷村                       | 杉原谷村                 | 昭和30年1月1日 加美村              | 昭和35年1月1日 町制                | 平成17年11月1日 多可町             | 多可町 |
|                      | 野間谷村            | 野間谷村                       | 昭和29年3月25日 八千代村 | 八千代村                           | 昭和35年1月1日 町制                | 平成17年11月1日 多可町             | 多可町 |
|                      | 加西郡 大和村       | 加西郡 大和村                  | 昭和29年3月25日 八千代村 | 八千代村                           | 昭和35年1月1日 町制                | 平成17年11月1日 多可町             | 多可町 |
| 越岩村 福畑村        | 越知谷村            | 明治29年4月1日 神崎郡          | 神崎郡 越知谷村          | 昭和30年3月31日 神崎郡神崎町の一部 | 昭和30年3月31日 神崎郡神崎町の一部 | 平成17年11月7日 神崎郡神河町の一部 | 神河町 |
| 神東郡 大山村 猪篠村 | 神東郡 大山村の一部 | 明治29年4月1日 神崎郡          | 神崎郡 大山村の一部      | 昭和30年3月31日 神崎郡神崎町の一部 | 昭和30年3月31日 神崎郡神崎町の一部 | 平成17年11月7日 神崎郡神河町の一部 | 神河町 |

## 行政
歴代郡長
| 代 | 氏名 | 就任年月日               | 退任年月日                | 備考                   |
| -- | ---- | ------------------------ | ------------------------- | ---------------------- |
| 1  |      | 明治12年（1879年）1月8日 |                           |                        |
|    |      |                          | 大正15年（1926年）6月30日 | 郡役所廃止により、廃官 |

## 著名人
- 大勢 - プロ野球選手（読売ジャイアンツ所属）
- 山本巧 - 高校野球指導者、兵庫県立社高等学校硬式野球部監督
- 見坂茂範 - 国土交通省近畿地方整備局

## 関連文献
- 『多可郡誌』兵庫県多可郡教育会、1923年。